# Saber Souid
Pour les articles homonymes, voir Souid.
Saber Souid, né le 9 mars 1981, est un athlète tunisien, spécialiste du lancer du marteau.

## Palmarès
| Date | Compétition            | Lieu        | Résultat | Marque  |
| ---- | ---------------------- | ----------- | -------- | ------- |
| 2002 | Championnats d'Afrique | Radès       | 3e       | 68,40 m |
| 2003 | Jeux africains         | Abuja       | 2e       | 70,81 m |
| 2004 | Championnats d'Afrique | Brazzaville | 2e       | 70,71 m |
| 2004 | Jeux panarabes         | Alger       | 3e       | 71,41 m |
| 2006 | Championnats d'Afrique | Bambous     | 2e       | 72,66 m |
| 2007 | Jeux africains         | Alger       | 3e       | 70,01 m |

## Records
| Épreuve           | Performance  | Lieu    | Date         |
| ----------------- | ------------ | ------- | ------------ |
| Lancer du marteau | 72,66 m (RN) | Bambous | 12 août 2006 |